# Ндоле
Ндоле́ (фр. Ndolé) — камерунское название съедобных видов вернонии, а также блюдо, приготовленное из их съедобных частей — листьев, которые едят зелёными или, реже, сушат.

## Происхождение
Используемое растение представляет собой эндемичный кустарник на юго-западе Камеруна и соседней Нигерии, выращиваемый в садах из-за его листьев, которые служат основой национального блюда Камеруна (по крайней мере, на побережье страны), также называемого «ндоле». Знаковое королевское блюдо Камеруна, листья и корни которого также считаются лечебными. Африканцы и канадцы африканского происхождения считают, что вернония излечивает COVID-19, хотя научных доказательств этому факту нет.

## Растение
Ндоле принадлежит семейству Астровых (Compositae) и соответствует видам Vernonia amygdalina, Vernonia Hymenolepis и Vernonia calvoana. В англоязычных странах, таких как Нигерия, ндоле известно как bitter leaves («горькие листья»). Растение известно как конго бололо в Демократической Республике Конго, ндоле в Камеруне, авоноо в Гане и когопо или ананго в Кот-д’Ивуаре.

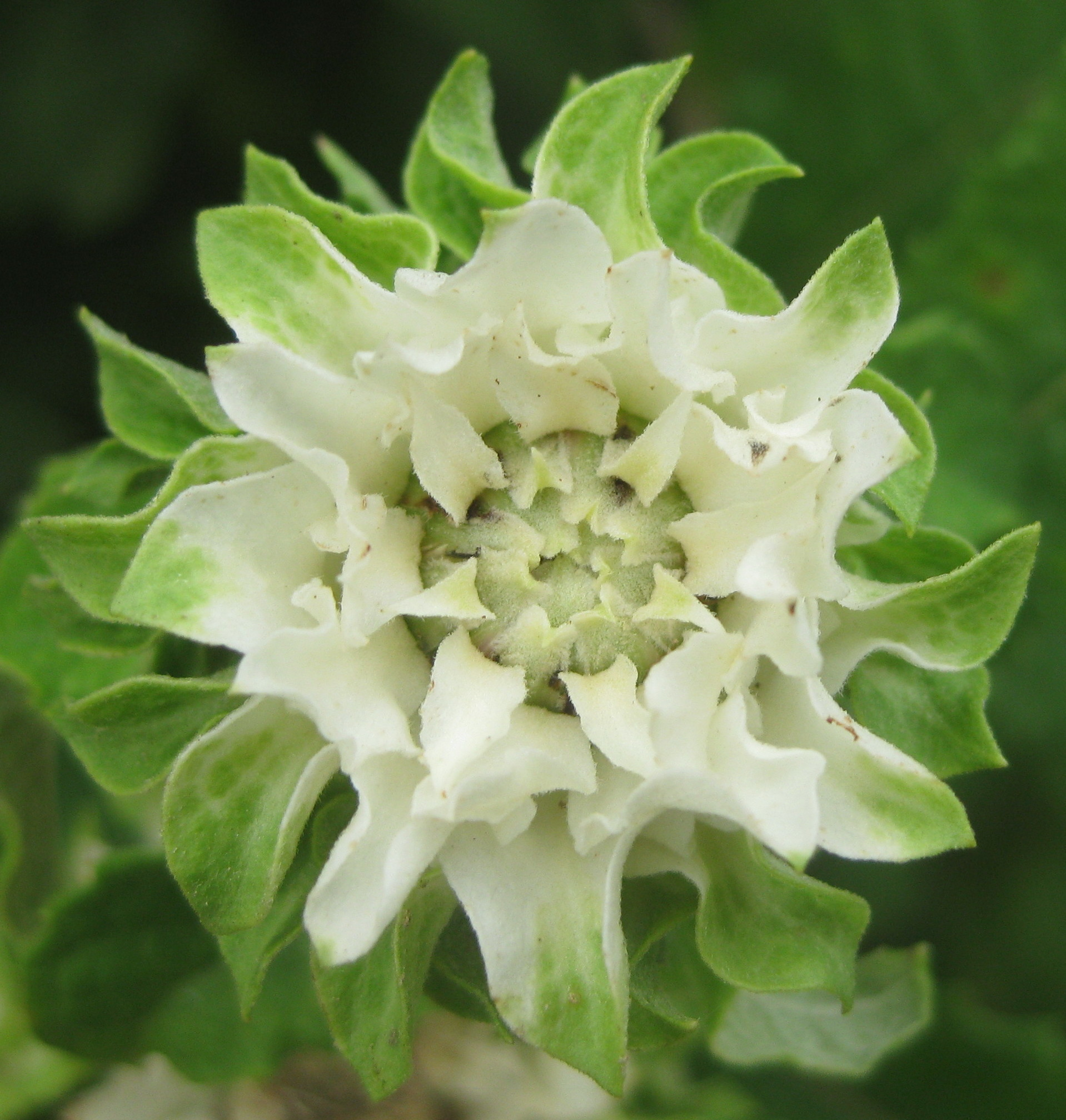
Vernonia calvoana

Это дикий кустарник экваториального леса, эндемичного для влажных горных районов западно-центральной Африки, но в основном это растение, выращиваемое на поликультурах и приусадебных участках в Нигерии и Камеруне.
Это многолетнее травянистое растение образует куст или небольшое дерево, которое может достигать высоты нескольких метров. При искусственном выращивании производители обычно подрезают стебли после каждого сбора листьев, чтобы обеспечить повторный рост. Листья ланцетной формы, довольно длинные и более или менее широкие, в зависимости от сорта, с очень выраженной горечью, цветки мелкие и белые.
Растение предпочитает определённую высоту с температурой около 30 °C и требует много воды, поэтому пик производства приходится на сезон дождей (с мая по август в Камеруне). Два или три урожая в год получают при орошении, растению требуется от 4 до 8 недель для появления съедобных листьев после посева или пересадки, а обновление растений проводится регулярно. Листья собирают молодыми — до того, как они станут жёсткими.
Производство ндоле в Камеруне оценивается в несколько десятков тысяч тонн, выращивание производится вблизи мест потребления (например, плантации вблизи Дуалы) из-за транспортных проблем, связанных с объёмом и тем, что листья быстро вянут и портятся. Часть продукции также идет в Нигерию, 4-5 тонн в сушеном или замороженном виде экспортируются в африканские общины Европы. Едят листья, приготавливая их с арахисовой пастой (густой соус).
Считается, что растение обладает лечебными свойствами: листья и корни используются для выведения гельминтов и других кишечных паразитов, при болезненных менструациях, малярии, или невралгических головных болях. Статью о ценных качествах лекарственного растения опубликованы Национальным центром биотехнологической информации США.

## Блюдо

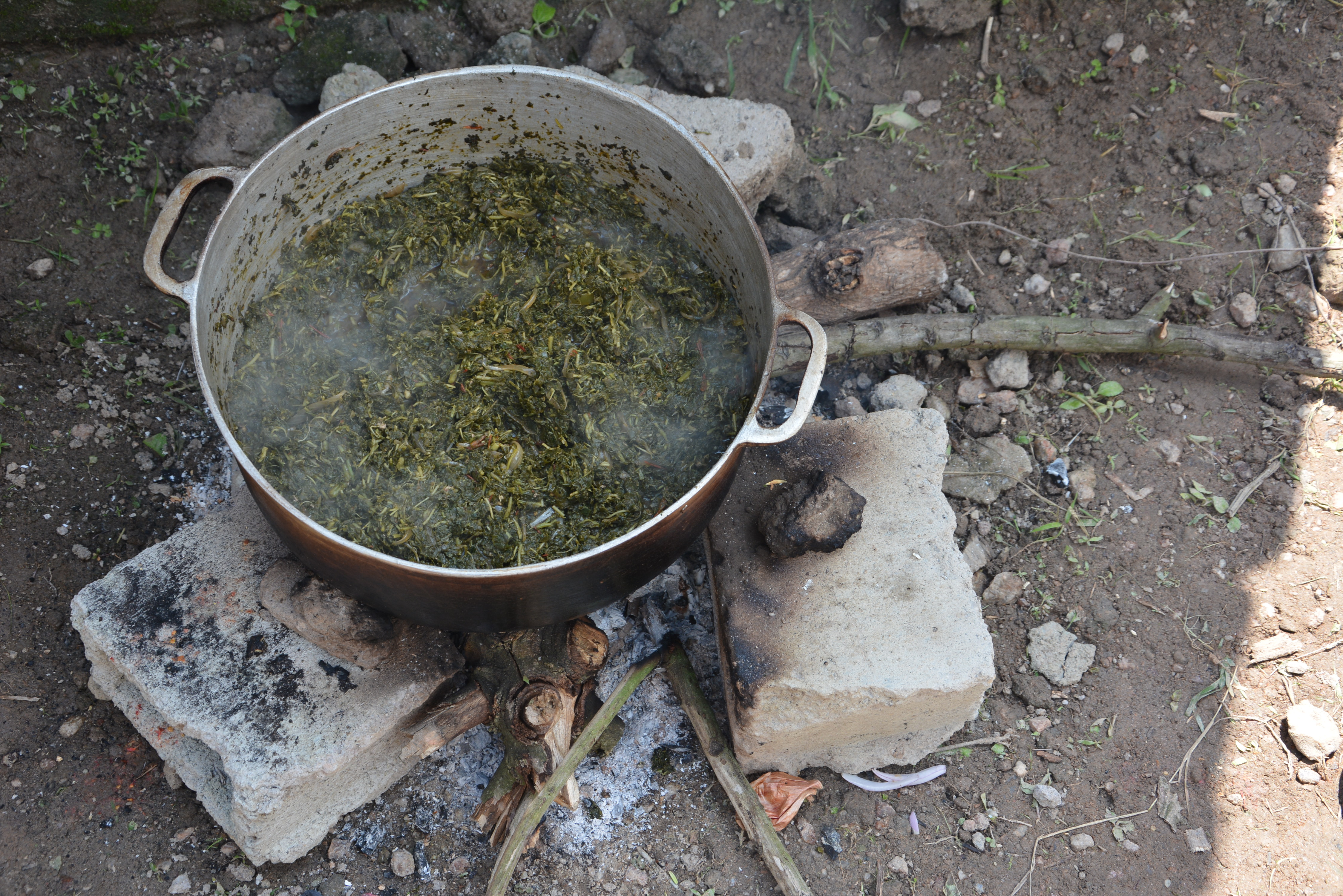
Приготовление ндоле

Ндоле иногда сравнивают со шпинатом из-за сходства цвета и текстуры, но его приготовление совершенно иное. Это блюдо достаточно длительной обработки и сложно в приготовлении, однако дёшево и популярно — его вкус очень ценится камерунцами.
Ндоле готовится из зелёных листьев, два-три раза прокипяченных в воде с каменной солью, чтобы они потеряли горечь. В приготовленный продукт на основе пасты из свежего арахиса и измельченных специй добавляют заранее приготовленное мясо кусочками, копчёную рыбу, свежие или копчёные креветки. Подается с жареными бананами, маниоком. Некоторые семьи иммигрантов в Европе склонны есть это блюдо с азиатским рисом, который не является традиционным ингредиентом для этого блюда, поскольку рис не так распространён в Камеруне, как, например, в азиатских странах.
На побережье ндоле также называют Ндоле-Миондо.

### Гастрономия
Ндоле присутствует в африканской семейной кухне, ресторанах; продаётся на рынках; популярен в блюдах высокой кухни. Так, знаменитый крупный камерунский шеф-повар Кристиан Абеган, бывший ученик Кордон Блю в Париже, признанный шеф-повар афро-карибской гастрономии и тренер Панафриканского шоу «Starchef», продвигая богатства африканской гастрономии, намерен «привлечь Африку к столу», и предлагает один из рецептов ндоле в своей книге «Африканское кулинарное наследие».

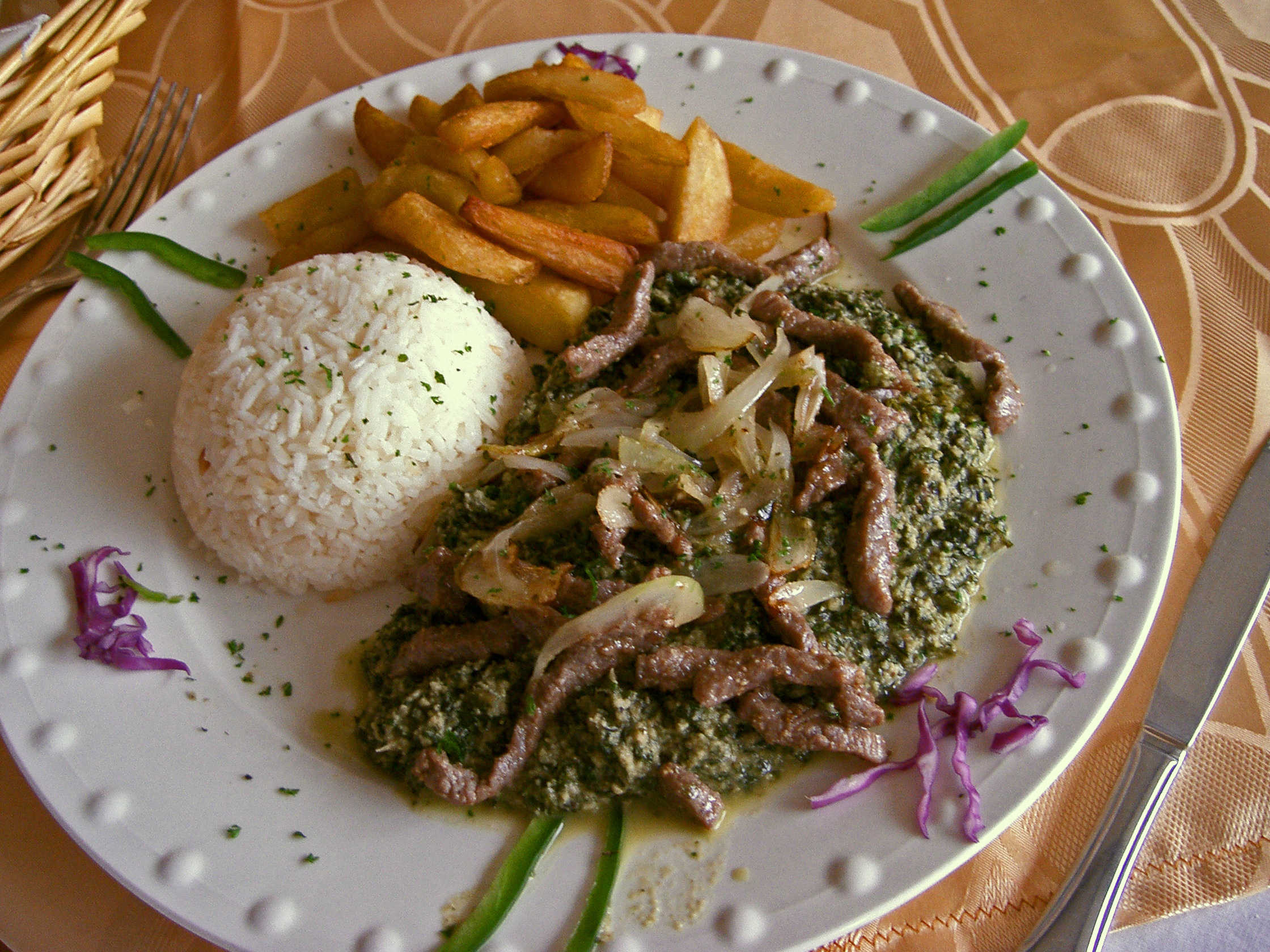
Камерунский ндоле
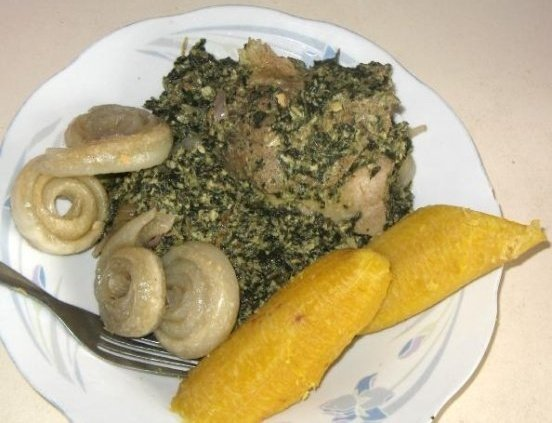
Тарелка ндоле
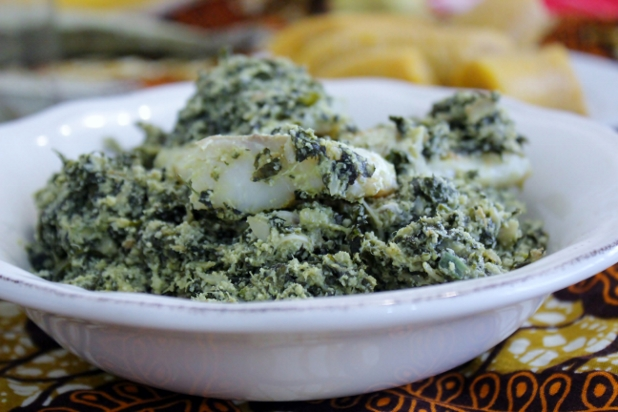
Ндоле с треской